# Podlog, Suha
Podlog (nemško Pudlach) je naselje v Občini Suha v Okraju Velikovec na Koroškem v Avstriji.